# تابستان داغ
تابستان داغ فیلم درام اجتماعی ایرانی به کارگردانی ابراهیم ایرج‌زاد، نویسندگی پیام کرمی و تهیه‌کنندگی جواد نوروزبیگی محصول سال ۱۳۹۵ است. پریناز ایزدیار، علی مصفا، مینا ساداتی و صابر ابر گروه بازیگران آن را تشکیل می‌دهند. فیلم تابستان داغ با نامزدی در ۱۳ رشته، حائز رکورد بیشترین تعداد نامزدی در سی و پنجمین جشنواره فیلم فجر شد و توانست با بیست نامزدی در بخش‌های مختلف جشنواره‌های داخلی و خارجی، جوایز معتبری در بخش بازیگری، فیلمنامه، فیلمبرداری و تدوین کسب کند.

## داستان
نسرین(پریناز ایزدیار) زنی است که در هنگام طلاق از همسرش(صابر ابر) نمی‌تواند سرپرستی دختر شش ساله اش را از شوهرش بگیرد و به همراه دخترش بدون اطلاع به شوهر سابقش به گوشه ای از شهر می‌رود. او برای به‌دست آوردن مخارج زندگیش در مهدکودکی در همان حوالی مشغول به کار می‌شود و در آن جا با زوجی پزشک (مینا ساداتی و علی مصفا) آشنا می‌شود. این آشنایی سبب اتفاقات و مشکلاتی برای هر دو زوج می‌شود…

## بازیگران
| بازیگر          | نقش      |
| --------------- | -------- |
| پریناز ایزدیار  | نسرین    |
| علی مصفا        | ایمان    |
| مینا ساداتی     | سارا     |
| صابر ابر        | فرهاد    |
| یسنا میرطهماسب  | ناصر     |
| مانیا علیجانی   | هانیه    |
| سیاوش چراغی پور | جواد     |
| رویا بختیاری    | زهره     |
| لیلی فرهادپور   | مدیر مهد |
| بهاره ریاحی     | مربی مهد |
| پرهام محمدی     | پرهام    |

## اکران‌ها و حضور در جشنواره‌ها
«تابستان داغ» نخستین بار در سی و پنجمین دوره جشنواره فیلم فجر به نمایش درآمد و با نامزدی در ۱۳ رشته، حائز رکورد بیشترین تعداد نامزدی در سی و پنجمین جشنواره فیلم فجر شد. این فیلم در نخستین حضور بین‌المللی خود در  بیست و هشتمین دوره جشنواره فیلم استکهلم به نمایش درآمد و در ادامه توانست در دیگر جشنواره‌های معتبر جهانی حضور پیدا کرده و جوایزی کسب کند. در سال ۱۴۰۰ سرویس نمایش آنلاین «Cineasterna» که وابسته به کتابخانه‌های کشور سوئد است و شامل ۳ هزار فیلم سینمایی از ۸۲ کشور جهان و ۵۲ زبان مختلف می‌شود، فیلم «تابستان داغ» ساخته ابراهیم ایرج زاد را برای نمایش عرضه کرد.

### اکران داخلی
| سال  | رویداد                                 | بخش جشنواره/نوع اکران | تاریخ اکران            | منبع   |
| ---- | -------------------------------------- | --------------------- | ---------------------- | ------ |
| ۱۳۹۵ | سی و پنجمین دوره جشنواره فیلم فجر      | سودای سیمرغ           | ۱۲ تا ۲۲ بهمن ماه ۱۳۹۵ | [ ۹ ]  |
| ۱۳۹۶ | انجمن منتقدان و نویسندگان سینمای ایران | اصلی                  |                        | [ ۱۰ ] |
| ۱۳۹۶ | اکران عمومی                            | گسترده                | ۸ شهریور ۱۳۹۶          | [ ۱۰ ] |
| ۱۳۹۷ | جشن سینمای ایران                       |                       |                        |        |
| ۱۳۹۸ | جشنواره بین‌المللی فیلم شهر             | مسابقه                |                        | [ ۱۱ ] |

### اکران بین‌المللی
| سال  | کشور                | رویداد                                     | بخش جشنواره/نوع اکران | تاریخ اکران      | منبع   |
| ---- | ------------------- | ------------------------------------------ | --------------------- | ---------------- | ------ |
| ۲۰۱۷ | سوئد                | بیست و هشتمین دوره جشنواره فیلم استکهلم    | ایمپکت                | ۸ تا ۱۹ نوامبر   | [ ۱۲ ] |
| ۲۰۱۷ | بنگلادش             | شانزدهمین دوره جشنواره بین‌المللی فیلم داکا | مسابقه فیلم‌های آسیایی | ۱۲ الی ۲۰ ژانویه | [ ۱۳ ] |
| ۲۰۱۸ | سوئیس               | جشنواره فیلم‌های ایرانی زوریخ               | مسابقه                | ۳ ژوئن           | [ ۱۴ ] |
| ۲۰۱۸ | چین                 | هشتمین جشنواره بین‌المللی فیلم پکن          | مسابقه اصلی           | ۱۵ تا ۲۲ آوریل   | [ ۱۵ ] |
| ۲۰۱۸ | ایالات متحده آمریکا | فستیوال فیلم‌های ایرانی سانفرانسیسکو        | مسابقه                | ۲۸ سپتامبر       | [ ۱۶ ] |
| ۲۰۲۱ | سوئد                | سرویس نمایش آنلاین Cineasterna             | نمایش آنلاین          | از ۱۹ آوریل      | [ ۱۷ ] |

## جوایز و نامزدی‌ها

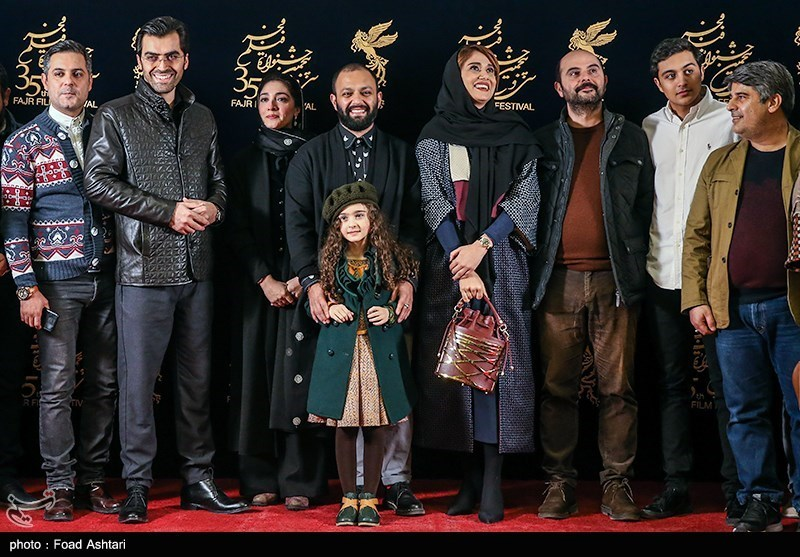
عوامل فیلم در فرش قرمز سی و پنجمین دوره جشنواره فیلم فجر

| سال  | جشنواره                                       | قسمت                                            | نامزد                         | نتیجه    | منبع   |
| ---- | --------------------------------------------- | ----------------------------------------------- | ----------------------------- | -------- | ------ |
| ۱۳۹۵ | سی و پنجمین دوره جشنواره فیلم فجر             | بهترین فیلم                                     | جواد نوروزبیگی                | نامزدشده | [ ۱۸ ] |
| ۱۳۹۵ | سی و پنجمین دوره جشنواره فیلم فجر             | بهترین کارگردانی                                | ابراهیم ایرج‌زاد               | نامزدشده | [ ۱۸ ] |
| ۱۳۹۵ | سی و پنجمین دوره جشنواره فیلم فجر             | بهترین فیلمنامه                                 | پیام کرمی                     | نامزدشده | [ ۱۸ ] |
| ۱۳۹۵ | سی و پنجمین دوره جشنواره فیلم فجر             | بهترین بازیگر نقش اول مرد                       | علی مصفا                      | نامزدشده | [ ۱۸ ] |
| ۱۳۹۵ | سی و پنجمین دوره جشنواره فیلم فجر             | بهترین بازیگر نقش اول زن                        | پریناز ایزدیار                | نامزدشده | [ ۱۸ ] |
| ۱۳۹۵ | سی و پنجمین دوره جشنواره فیلم فجر             | بهترین بازیگر نقش مکمل زن                       | مینا ساداتی                   | نامزدشده | [ ۱۸ ] |
| ۱۳۹۵ | سی و پنجمین دوره جشنواره فیلم فجر             | بهترین فیلمبرداری                               | هومن بهمنش                    | برنده    | [ ۱۸ ] |
| ۱۳۹۵ | سی و پنجمین دوره جشنواره فیلم فجر             | بهترین تدوین                                    | سهراب خسروی                   | برنده    | [ ۱۸ ] |
| ۱۳۹۵ | سی و پنجمین دوره جشنواره فیلم فجر             | بهترین موسیقی متن                               | حامد ثابت                     | نامزدشده | [ ۱۸ ] |
| ۱۳۹۵ | سی و پنجمین دوره جشنواره فیلم فجر             | بهترین صداگذاری                                 | امیرحسین قاسمی                | نامزدشده | [ ۱۸ ] |
| ۱۳۹۵ | سی و پنجمین دوره جشنواره فیلم فجر             | بهترین صدابرداری                                | داریوش صادقپور و محمود کاشانی | نامزدشده | [ ۱۸ ] |
| ۱۳۹۵ | سی و پنجمین دوره جشنواره فیلم فجر             | سیمرغ بلورین بهترین طراحی لباس جشنواره فیلم فجر | نازنین خزاعی                  | نامزدشده | [ ۱۸ ] |
| ۱۳۹۵ | سی و پنجمین دوره جشنواره فیلم فجر             | بهترین طراحی صحنه                               | کیوان مقدم                    | نامزدشده | [ ۱۸ ] |
| ۱۳۹۶ | انجمن منتقدان و نویسندگان سینمای ایران        | بهترین بازیگر نقش مکمل زن                       | مینا ساداتی                   | نامزدشده | [ ۱۹ ] |
| ۱۳۹۶ | جشنواره بین‌المللی فیلم داکا                   | بهترین بازیگر نقش اول زن                        | پریناز ایزدیار                | برنده    | [ ۲۰ ] |
| ۱۳۹۷ | جشنواره بین‌المللی فیلم پکن چین                | بهترین بازیگر نقش مکمل زن                       | مینا ساداتی                   | برنده    | [ ۲۱ ] |
| ۱۳۹۷ | جشنواره بین‌المللی فیلم‌های ایرانی سانفرانسیسکو | بهترین فیلمنامه                                 | پیام کرمی                     | برنده    | [ ۲۲ ] |
| ۱۳۹۷ | جشن سینمای ایران                              | بهترین طراحی لباس                               | نازنین خزائی                  | نامزدشده | [ ۲۳ ] |
| ۱۳۹۸ | جشنواره بین‌المللی فیلم شهر                    | بهترین بازیگر زن                                | پریناز ایزدیار                | نامزدشده | [ ۲۴ ] |
| ۱۳۹۸ | جشنواره بین‌المللی فیلم شهر                    | بهترین بازیگر مرد                               | صابر ابر                      | نامزدشده | [ ۲۴ ] |